# AS Pirae
Association Sportive Pirae is een Tahitiaanse voetbalclub uit Pirae, nabij de hoofdstad Papeete. De thuiswedstrijden worden in het Stade Pater gespeeld, dat plaats biedt aan 11.700 toeschouwers. In 2006 bereikte AS Pirae de finale van het OFC Club Championship, maar verloor hierin van Auckland City. Voor het FIFA WK voor clubs werd AS Pirae voor de editie van 2021 door de OFC aangewezen als deelnemer aan het toernooi.

## Erelijst
Nationaal
- Tahiti Ligue 1: 1989, 1991, 1993, 1994, 2001, 2003, 2006, 2014, 2020, 2021, 2022, 2024
- Coupe de Polynésie française: 1970, 1980, 1984, 1994, 1996, 1999, 2000, 2002, 2005
- Tahiti Coupe des Champions: 1996

Internationaal
- Coupe T.O.M.: 2001 , 2007
- Coupe D.O.M-T.O.M: 2002

## Coupe de France
AS Pirae nam tien keer deel (van 1989/90 tot en met 2000/03) aan de Coupe de France, toen Frans-Polynesië nog een Frans territorium (Territoire d'outre-mer) was.

## Internationale wedstrijden
| Seizoen | Competitie            | Ronde        | Land                         | Club                | Uitslagen |
| ------- | --------------------- | ------------ | ---------------------------- | ------------------- | --------- |
| 2005    | OFC Club Championship | Groep        | Vlag van Papoea-Nieuw-Guinea | Sobou FC Lae        | 5-1       |
| 2005    | OFC Club Championship | Groep        | Vlag van Nieuw-Zeeland       | Auckland City FC    | 2-0       |
| 2005    | OFC Club Championship | Groep        | Vlag van Australië           | Sydney FC           | 0-6       |
| 2005    | OFC Club Championship | HF           | Vlag van Nieuw-Caledonië     | AS Magenta Nouméa   | 1-4       |
| 2005    | OFC Club Championship | 3e/4e plaats | Vlag van Vanuatu             | Tafea FC            | 1-3       |
| 2006    | OFC Club Championship | Groep        | Vlag van Salomonseilanden    | Marist FC Honiara   | 10-1      |
| 2006    | OFC Club Championship | Groep        | Vlag van Papoea-Nieuw-Guinea | Sobou FC Lae        | 7-0       |
| 2006    | OFC Club Championship | Groep        | Vlag van Nieuw-Zeeland       | Auckland City FC    | 0-1       |
| 2006    | OFC Club Championship | HF           | Vlag van Nieuw-Zeeland       | YoungHeart Manawatu | 2-1       |
| 2006    | OFC Club Championship | F            | Vlag van Nieuw-Zeeland       | Auckland City FC    | 1-3       |
| 2013/14 | OFC Champions League  | Groep        | Vlag van Salomonseilanden    | Solomon Warriors    | 2-1       |
| 2013/14 | OFC Champions League  | Groep        | Vlag van Nieuw-Zeeland       | Waitakere United    | 3-1       |
| 2013/14 | OFC Champions League  | Groep        | Vlag van Samoa               | Kiwi FC             | 8-0       |
| 2013/14 | OFC Champions League  | HF           | Vlag van Nieuw-Zeeland       | Auckland City FC    | 0-3, 2-1  |